# 레프 세도프

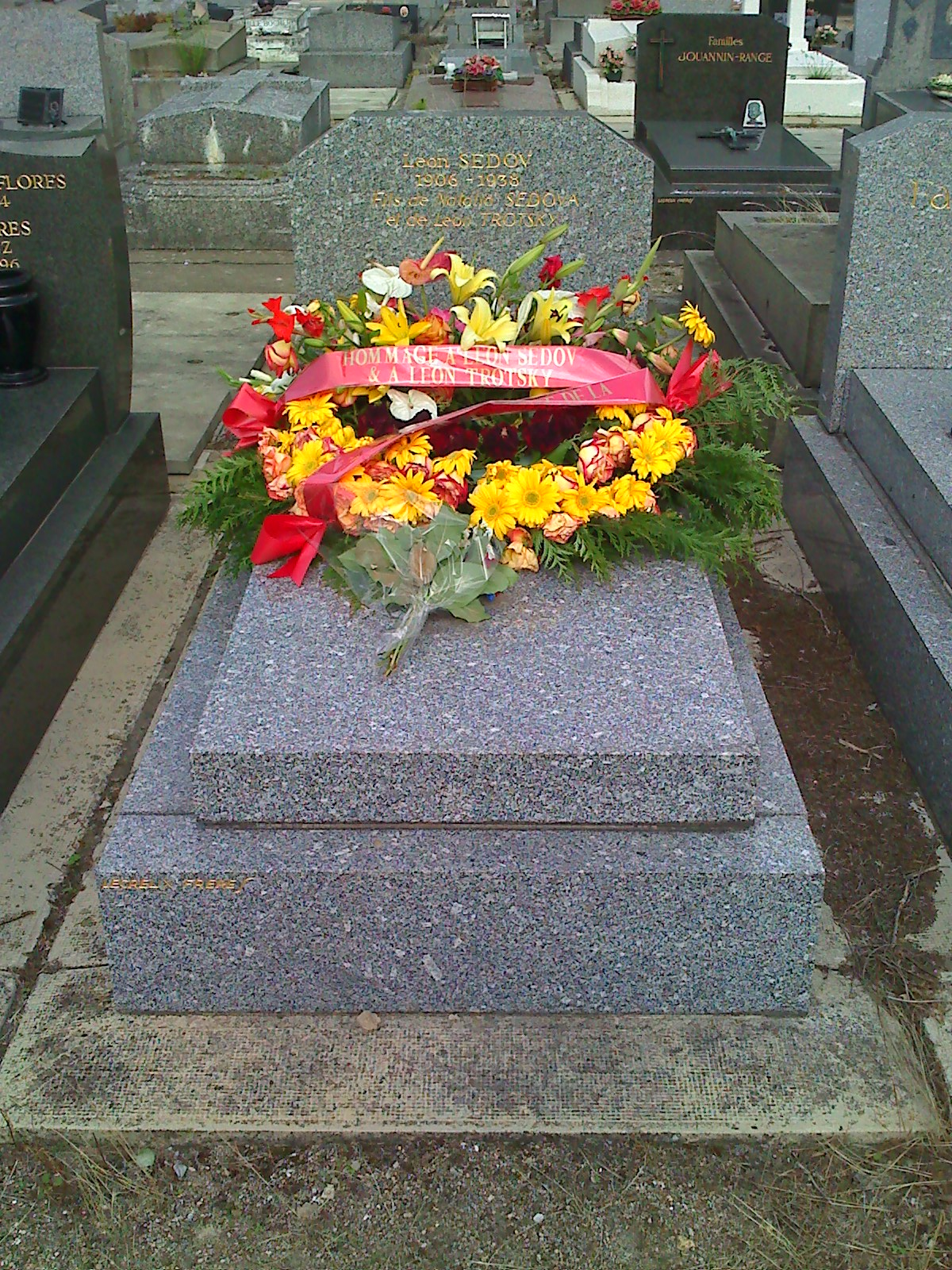
레프 세도프의 묘

레프 리보비치 세도프(러시아어: Лев Льво́вич Седо́в, 1906년 2월 24일 ~ 1938년 2월 16일)는 소비에트 사회주의 공화국 연방과 우크라이나 소비에트 사회주의 공화국의 정치인이다. 지금의 이름은 개명 이후의 이름이며 이전엔 레오네프 리보비치 세도프라는 이름으로 불렸다.

## 생애
레프 트로츠키 소비에트 혁명군사평의회 의장 겸 소련 공산당 정치국 중앙위원의 장남으로 태어났다. 1925년 6월 17일에서 1928년 2월 9일까지 안드리 리비츠키 서기장의 행정비서관 직위를 거쳐 1928년 2월 15일에서 1928년 3월 21일까지 그리고리 페트롭스키 우크라이나 소비에트 국가수반의 행정보좌관 직위를 지냈다.
이후 1928년 6월 1일을 기하여 아버지 트로츠키를 따라 국외에 망명하였지만 그는 결국 1938년 2월 16일, 프랑스 파리에서 암살되었다.
사후 9년이 지난 1947년 2월 24일, 스탈린 소비에트 정권에서 수여하는 노동적기훈장이 추서되었다.